# 你好，多莉！
《你好，多莉！》（Hello, Dolly!）是一部百老汇两幕音乐剧，由杰瑞·赫尔曼作词作曲，迈克尔·斯图尔特编剧。本剧改编自美国剧作家桑顿·怀尔德在1938年创作的滑稽剧《扬科斯商人》（The Merchant of Yonkers），怀尔德在1955年修改了该剧并重命名为《红娘》（The Matchmaker）。
它于1964年在百老汇首映，出品人是大卫·梅里克。本剧获得了当年第18届托尼奖最佳音乐剧等10项大奖。其原声带在2002年被选入格莱美名人堂。
本剧是百老汇历史最悠久，上映次数最多的剧目之一，经历了百老汇三次重映并在国际舞台上取得了巨大成功。在1969年本剧被改编为同名电影，由芭芭拉·史翠珊主演，获得七项奥斯卡提名。

## 背景
音乐剧《你好，多莉！》的情节起源于奥地利剧作家内斯特·罗伊 (Johann Nestroy)在1842年创作的戏剧他想引爆狂欢，后者是由1835年的英文戏剧《愉快度过的一天》改编的。怀尔德吸收了内斯特剧作里内容到他1938年创作的滑稽剧《扬科斯商人》里，这是一部失败的作品，但在1955年怀尔德修改了剧本，增加了其中角色多莉 ()的戏份，并把该剧重命名为《红娘》(或译媒人，)，主演是美国女星露丝·戈登。《红娘》的上映获得了巨大的成功，在1958年它被改编为同名电影，由雪莉·布思主演。戏剧《红娘》演的是在某个大城市餐厅，一位爱管闲事的寡妇(Dolly)尝试为自己和其他几对年轻男女互相物色对象的故事，本剧很多情节与1891年上演的音乐喜剧《唐人街旅程》(A Trip to Chinatown)相同。
《你好，多莉！》剧本中女主角多莉()的部分最初是为艾索尔·摩曼写的，但她拒绝出演这个角色，同样拒绝演出多莉的还有玛丽·马汀(Mary Martin) (但这两个人在后来均演过这个角色)。梅里克接着曾考虑南希·沃克，但在最后决定由卡罗尔·钱宁出演多莉，于是这也成了卡罗尔表演生涯中塑造的最成功，最令人难忘的角色。 本剧制作人最初打算请哈罗·普林斯（Hal Prince），杰罗姆·罗宾斯或裘·雷敦（Joe Layton）等人作为导演，但他们都拒绝执导这部音乐剧，于是最后选择了高尔·钱平()。
音乐剧曾在底特律和华盛顿的户外表演中试映，在收到一些评论后，制作者对剧本做了较大修改，包括增加了一首歌曲"在遊行經過之前"。本剧最初名为多莉，一个令人恼怒女人 (Dolly, A Damned Exasperating Woman)，直到梅里克听过路易斯·阿姆斯特朗(Louis Armstrong)演唱的《你好，多莉！》歌曲录音后才把剧名改为现在的名字。

## 情节概要

### 第一幕
故事发生在20世纪初的纽约，整个城市因为一个足智多谋的寡妇多莉·里維而疯狂 ("呼叫多莉"，音乐剧中歌曲名，下同)。多莉是一位职业红娘，热衷于通过举办舞会和曼陀林乐器课程等方式给别人做媒 ("我把手伸進去")。她正在受雇为一个叫賀拉斯·范德格爾德的百万富翁物色对象，但多莉发现自己也心仪
賀拉斯并想和他结婚。安布羅斯.肯珀是一位年轻的艺术家，他想娶賀拉斯可爱的侄女埃蒙加德，然而賀拉斯反对他们，他认为安布羅斯的职业不能保证稳定的生活。安布羅斯得到了多莉的帮助，他们前往纽约州扬科斯市拜会賀拉斯，后者是当地著名商人，拥有一家范德格爾德牲畜饲料店。
賀拉斯对他的两名雇员科尼利厄斯·哈克爾和巴納比·塔克说他将要结婚了，因为他"需要一个女人('這需要一個女人')来做所有的家务"。他计划和多莉去纽约城，和当地一家帽子店老板,艾琳·莫洛伊漂亮寡妇相亲。多莉抵达扬科斯市,她装作不经意地提到艾琳的第一任丈夫可能是死于意外,她也提到一名叫歐尼斯蒂娜.錢的女继承人对賀拉斯有兴趣。賀拉斯启程前往纽约,要柯尼利厄斯和巴納比照看好饲料店。
柯尼利厄斯觉得他和巴納比应该走出扬科斯城去打开眼界。他们准备去纽约城狂欢。计划在那吃一顿大餐，参观巴纳姆鲸鱼标本博物馆，花光身上所有的钱以至于几乎被逮捕，并且每人要亲吻一个女孩!柯尼利厄斯和巴納比还准备打破番茄罐制造了臭气，使纽约街上的商店被关闭。多莉提到了她认识的两个纽约女士,艾琳·莫洛伊和她的帽子店助手米妮·費伊,她告诉埃蒙加德和安布羅斯她准备让他们去参加在纽约高档和諧花园餐厅举行的波尔卡舞蹈比赛，使安布羅斯向賀拉斯证明他有能力赚钱养家。柯尼利厄斯,巴納比,安布羅斯,埃蒙加德和多莉穿上假日盛装("穿上週日的衣服")先后前往纽约。
艾琳和米妮下午打开帽子店营业。艾琳想要一个丈夫,但她并不爱賀拉斯·范德格爾德。她声称将戴上精心制作的帽子去打动一位绅士("我背上的絲帶")。柯尼利厄斯和巴納比来到了艾琳的店里,并且假装很有钱。随后賀拉斯和多莉也来到了帽子店。柯尼利厄斯和巴納比于是躲了起来。艾琳无意中提到她知道科尼利厄斯·哈克爾。多莉告诉艾琳和賀拉斯,尽管柯尼利厄斯是賀拉斯的伙计，在晚上他仍是一位纽约的花花公子，是一个艺术家。米妮发现柯尼利厄斯和巴納比躲在衣橱里并发出了尖叫,賀拉斯准备亲自打开衣橱，但多莉用爱国情怀歌曲转移了他的注意力("母性進行曲")。接着柯尼利厄斯打了个喷嚏,賀拉斯于是愤而离去，他知道店里躲了男人，但并不知道是他的伙计。(多莉制造的误会，使賀拉斯怀疑艾琳)
柯尼利厄斯和巴納比继续假装有钱人。多莉安排他们带女士们去高档和諧花园餐厅用餐，以弥补刚才躲在衣橱里丢失的脸面。多莉教柯尼利厄斯和巴納比如何跳舞因为在这种场合下人们总会跳舞 ("跳舞")。很快,柯尼利厄斯和艾琳,巴納比和米妮便愉快地跳起舞来。他们一起去观看纽约第14届街道協會游行。另一方面，多莉决定放下心中的亡夫艾法蘭并开始新的生活("遊行經過前")。她向亲爱的亡夫祈愿，表示想和賀拉斯结婚，希望他能原谅/同意她。多莉追上了生气的賀拉斯，他正在参加游行的一个乐队里表演。多莉说服賀拉斯再给她一次做媒机会，她认为歐尼斯蒂娜.錢对他是最合适的，让賀拉斯今晚去高档和諧花园餐厅和歐尼斯蒂娜.錢约会。

### 第二幕
柯尼利厄斯和巴納比决心在夜晚结束前得到一个吻。因为没有钱雇马车，他们告诉女孩子们步行去饭店更能显示出她们的"优雅和淑女气质" ("優雅")。在高档花园餐厅，侍者领班魯道夫让所有服务生排成队等待多莉到来，而他们通常的服务必须是疾如闪电的"服務生的馳騁"。賀拉斯和他今晚的约会对象歐尼斯蒂娜一起来了,但她并没有多莉暗示的那么有气质;賀拉斯的女伴对他感到无聊,很快离开了。一切恰如多莉的预料。
柯尼利厄斯，巴納比和他们的女伴们来到了高档花园餐厅，他们不知道賀拉斯也正在这里用餐。艾琳和米妮对奢华的餐厅感到很兴奋，她们决定点那些菜单上最贵的菜。柯尼利厄斯和巴納比愈来愈紧张，害怕别人发现他们身上连一美元钱都没有。多莉以胜利者的姿态返回高档花园餐厅，受到所有工作人员热情的欢迎(「你好，多莉!」)。她坐到賀拉斯所在桌子的椅子上,开始享用一顿丰盛而昂贵的晚餐。她告诉賀拉斯，不管他说什么，她都不会嫁给他。巴納比和賀拉斯同时叫唤侍者，在随后的混乱中他们的钱袋掉到地上并且无意中捡起了对方的。巴納比惊喜地发现他现在有钱付账了，而賀拉斯发现钱包里只有几分钱。巴納比和柯尼利厄斯意识到手上的钱包是賀拉斯的。柯尼利厄斯,艾琳,巴納比和米妮试图在波尔卡舞蹈比赛期间偷偷溜走，但賀拉斯认出了他们，他也看到了埃蒙加德和安布羅斯。随后场面开始混乱直到达到顶点，然后所有人被送上夜间法庭。
柯尼利厄斯和巴納比承认他们是穷光蛋并且以前从未来过纽约。柯尼利厄斯声称:他愿意挖水渠度过余生作为对自己惩罚，即使要成为一个水渠挖掘工，他也有过美好的一天，因为他遇到了艾琳。柯尼利厄斯,巴納比和安布羅斯都表白了自己对女伴的爱 ("只需要一會兒")。多莉说服法官相信他们每个人唯一的过错是恋爱了。除了賀拉斯外所有人被宣布无罪并撤销所有指控，賀拉斯被判有罪并被迫赔偿损失。多莉又向賀拉斯提到婚姻，賀拉斯声称即使多莉是世界上最后一个女人他也绝不会娶她。多莉对賀拉斯告别，说当他感到无聊和孤独时，她仍然会过得很好("再見，親愛的")。
第二天早上在饲料店，柯尼利厄斯和艾琳，巴納比和米妮还有安布羅斯和埃蒙加德三对情侣都在一起了。受到惩戒的賀拉斯终于承认他不能没有多莉，但多莉一开始对这个婚姻并没有信心，直到她的亡夫显现回应了她的祷告。賀拉斯自发地重复了艾法蘭的一句谚语:金钱如粪土，除非用来使年轻人發展，否则它一文不值。賀拉斯对多莉倾诉没有了她的生活将毫无意义，多莉向他保证她再也不会离开了(「你好，多莉」(重演))。
音乐剧的结局是柯尼利厄斯和艾琳，巴納比和米妮，安布羅斯和埃蒙加德以及多莉和賀拉斯四对有情人终成眷属。柯尼利厄斯和巴納比离开了賀拉斯的饲料店并在对面开了一家新店，成为原来老板賀拉斯的竞争对手。

## 歌曲列表
| 第一幕 - 呼叫多莉-合唱 - 我把手伸進去-多莉 - 這需要一個女人-賀拉斯，柯尼利厄斯，巴納比，合唱 - 穿上週日的衣服-柯尼利厄斯，巴納比，多莉，安布羅斯，埃蒙加德，合唱 - 我背上的絲帶-艾琳 - 母性進行曲-多莉，艾琳，米妮，賀拉斯，柯尼利厄斯，巴納比 - 跳舞-多莉，柯尼利厄斯，巴納比，艾琳，米妮，舞者 - 遊行經過前-多莉，賀拉斯，公司 | 第二幕 - **優雅-柯尼利厄斯，巴納比，艾琳，米妮 - 服務生的馳騁-魯道夫和服務生 - 你好，多莉！-多莉，魯道夫，服務生，大廚 - 波爾卡大賽(在運行初期取代了"來成為我的蝴蝶")-伴奏(舞蹈) - 只需要一會兒-科尼利厄斯和艾琳,囚犯和警察 - 再見，親愛的-多莉 - 你好，多莉！(重演)-多莉和賀拉斯 - 最後的決賽(月的终曲) - 合唱 |

备注:多莉演唱的两首歌曲"世界，帶我回去"和"愛，看看我的窗戶"在最初上映前被剪掉，但后来艾索尔·摩曼饰演多莉时它们又被重新增加进音乐剧里，"世界帶我回來"加在"
這需要一個女人"之后，"愛，看看我的窗戶"加在"跳舞"之后。
备注2:歌曲"優雅"尽管被记作由赫尔曼创作，它是鮑伯·梅里爾为1957年上映的音乐剧<城裡的新女孩>写的，但被从该剧原始版本中删除。

## 制作产品 (Productions)
Hello, Dolly!音乐剧最初的百老汇剧院 (Broadway theatre)制作版本由高尔·钱平()执导和编舞，管弦乐曲由创作，制作人大卫·梅里克。本剧1964年1月16日在纽约百老汇圣詹姆斯剧院 (St。James Theatre)首映，成为百老汇在20世纪60年代的一个"重磅炸弹"，连续上演了2844场。卡罗尔·钱宁 ()饰演女主角多莉·里維()，配角演员包括: David Burns饰演Horace，Charles Nelson Reilly饰演Cornelius，Eileen Brennan饰演Irene，Jerry Dodge饰演Barnaby，Sondra Lee饰演Minnie Fay，Alice Playten饰演Ermengarde，Igors Gavon饰演Ambrose。尽管遇到芭芭拉·史翠珊主演的音乐剧妙龄女郎 (Funny Girl)的激烈挑战，Hello, Dolly!仍席卷了当年托尼奖，史无前例地在17项提名中获得10项奖项，这个记录保持了37年，直到2001年音乐剧<制作者> ()获得12项托尼奖才被打破。
在钱宁离开本剧后，梅里克一直确保头号主角多莉的角色由大牌明星饰演，饰演过多莉的演员包括: ，和艾索尔·摩曼 ()。赫尔曼最初为本剧原定女主角饰演者艾索尔·摩曼写了两首典型摩曼风格歌曲"World，Take Me Back" 和 "Love，Look in My Window"，但摩曼拒绝出演本剧后这两首歌被剪掉，在摩曼后来饰演多莉时它们又被还原到剧本里。摩曼之后和也饰演过多莉这个角色。
Hello, Dolly!的原始版本在当时成为历史上演出时间最长的音乐剧(在所有类型表演中排名第三)。超过了之前的窈窕淑女(My Fair Lady)，但在之后被提琴手()取代。根据2004年出版的图书<百老汇: 美国音乐剧>()，百老汇从Hello, Dolly!演出中共获得2700万美元收入。"20世纪60年代是一个长时间演出音乐剧大行其是年代，有10个音乐剧每个演出了超过1000场，3个超过了2000场。"Hello, Dolly!和提琴手把百老汇演出时间最长音乐剧记录保持了近10年，直到油脂(Grease)超过它们。
重映和电影
Hello, Dolly!曾三次在百老汇重映，其中一次全由黑人演出(1975年，和主演，共演出了42场)，另外两次由钱宁主演，分别在1978年(147场演出)和1995年(116场演出)。本剧在1969年被改编为音乐电影，由金·凯利执导，主演是芭芭拉·史翠珊和沃尔特·马修(Walter Matthau)。该片获得六项奥斯卡提名并赢得了其中三项奖项(包括最佳音乐剧改编奖)。
伦敦西区(West End)演出
本剧原始版本于1965年12月2日在伦敦首映，共在伦敦西区魔戒舞台剧剧院([West End theatre] 错误：{{Lang}}：无效参数：|3=（帮助）)演出了794场，由钱平执导和编舞，玛丽·马汀(Mary Martin)饰演多莉，Loring Smith饰演Horace Vandergelder， Johnny Beecher饰演Barnaby，Garrett Lewis饰演Cornelius，Marilynn Lovell饰演Irene Molloy。在演出中途多拉·布莱恩(Dora Bryan)替换了马汀。 在1979年一次重演中卡罗尔·钱宁把她饰演的多莉带到了伦敦，这次是在夏佛巴瑞剧场(Shaftesbury Theatre)表演。1984年在伦敦的另一次重映位于威尔士王子剧院(Prince of Wales Theatre)，由英国著名男性变装表演者丹尼·拉·鲁(Danny La Rue)饰演多莉。。英国女星和分别于2008年和2009年在伦敦摄政公园露天剧院(Open Air Theatre，Regent's Park)表演本剧。
旅行演出-美国和国际
玛丽·马汀在伦敦西区主演本剧之前曾于1965年4月起在美国11个城市循环表演本剧。这次上映还在日本，韩国和越南的美军军营里举行过表演。第二次全美巡回上映在1965年9月，由钱宁领衔，表演持续了两年九个月，Eve Arden和Dorothy Lamour是替用演员。Hello, Dolly!音乐剧的原始德语版本中多莉(Dolly Gallagher Levi)的姓是"Wassiljewa" (Vasilyeva)而非"Levi"，由Tatjana Iwanow (Tatyana Ivanov)饰演。1996年，墨西哥女歌手Silvia Pinal在本剧的西班牙语版本 ¿Qué tal Dolly? ("What's Up，Dolly?")于墨西哥城的演出中饰演多莉。

## 主要反响
在看过Hello, Dolly!音乐剧的揭幕演出后，纽约时报戏剧评论家Howard Taubman写道: "Hello, Dolly! 有着那些如同机器制造的音乐剧里少见的清新质量和想象力。它把百老汇一贯程式化的戏剧创作改变为一种充满活力的，朝气蓬勃的方式，并由此展现在戏剧舞台上。赫尔曼先生的歌曲始终活泼而优美。。。Carol Channing机智而顽皮的饰演了足智多谋的寡妇多莉夫人。。。剧中没有那些不必要的粗陋和造作的表演，人们高兴地欢迎Hello, Dolly!，为它的热情，生动和饱满的精神"。("Hello, Dolly!...has qualities of freshness and imagination that are rare in the run of our machine-made musicals. It transmutes the broadly stylized mood of a mettlesome farce into the gusto and colors of the musical stage...Mr. Herman's songs are brisk and pointed and always tuneful...Here in a shrewdly mischievous performance by Carol Channing is the endlessly resourceful widow, Mrs. Dolly Gallagher Levi...Making the necessary reservations for the unnecessary vulgar and frenzied touches, one is glad to welcome Hello, Dolly! for its warmth, color and high spirits.") 

## 百老汇获得奖项与提名
| - 1964年托尼奖最佳音乐剧奖 (获得) - 1964年托尼奖(音乐剧)最佳作曲奖 (Jerry Herman获得) - 1964年托尼奖最佳女主角奖 (Carol Channing获得) - 1964年托尼奖最佳男主角奖 (Charles Nelson Reilly获得) - 1964年托尼奖最佳编剧奖 (Oliver Smith获得) - 1964年托尼奖最佳服装设计奖 (Freddy Wittop获得) - 1964年托尼奖最佳编舞将 (Gower Champion获得) - 1964年托尼奖最佳导演奖(Gower Champion获得) | - 1964年托尼奖最佳指挥奖 (Shephard Coleman获得) - 1964年托尼奖最佳制作奖 (David Merrick and Champion-Five Inc。获得) - 1964年托尼奖最佳音乐剧作者奖 (Tony Award Best Author of a Musical) (Michael Stewart获得) - 1969年特别托尼奖 (Special Tony Award) for Excellence in Theatre (Pearl Bailey获得) - 1970年纽约戏剧委员会奖 (Drama Desk Award) Outstanding Performance (Ethel Merman获得) - 1978托尼奖最佳男主角奖(Eddie Bracken，提名) - 1996托尼奖 Best Revival of a Musical (提名) |

## 文化影响
- 1964年，63岁的路易斯·阿姆斯特朗(Louis Armstrong)演唱的"Hello, Dolly!"歌曲上升到全美流行音乐排行榜首位，这使得阿姆斯特朗成为获得这一位置最老的歌手，他还因此结束了披头士乐队三首不同歌曲连续占据排行榜第一名14周的势头。
- A French recording by Petula Clark charted in the Top Ten in both Canada and France，and her Spanish version，"¿Qué tal Dolly?"，was a hit as well。
- 在1999年制作的关于水门事件的电影Dick里，Hello, Dolly!歌曲被丹·哈达娅(Dan Hedaya)演唱，用于嘲弄尼克松总统。
- 在Hello Dolly音乐剧演出30年之际，首映时饰演女主角多莉的卡罗尔·钱宁当时穿着的红色锻片金属装饰服装被钱宁和戏剧制作人Manny Kladitis捐赠给史密森尼学会，目前陈列在美国国家历史博物馆(National Museum of American History)。[20]
- 皮克斯動畫工作室從此電影獲得了靈感，促成了2008年上映的電影瓦力，此電影也是劇中主角-瓦力在地球在愛看的電影，其中也廣泛使用「Put on Your Sunday Clothes」以及「It Only Takes a Moment」這兩首經典主題曲在劇中出現做為致敬。

## 脚注
1. ↑  .   [2011-04-25]. （原始内容存档于2012-02-25）.
2. 1 2  .   [2009-09-08]. （原始内容存档于2020-08-09）.
3. ↑  Curtain Up article （页面存档备份，存于） on the show and the ladies who played Dolly
4. 1 2  .   [2009-09-08]. （原始内容存档于2020-11-27）.
5. ↑  Gilvey, p.149
6. ↑  Bloom, p.152
7. ↑  蘇斯金,"表演曲調"，p。263
8. ↑  .   [2009-09-08]. （原始内容存档于2017-01-04）.
9. ↑  Kantor, p.302，还指出: "提琴手(Fiddler on the Roof)演出了超过3000场，每1美元成本赚回了1574美元。"
10. ↑  Listing of productions of Hello Dolly (BroadwayWorld)[永久]
11. ↑  Details about the 1965 London production (BroadwayWorld)[永久]
12. ↑  .   [2009-09-08]. （原始内容存档于2012-06-07）.
13. ↑  .   [2009-09-08]. （原始内容存档于2012-03-04）.
14. ↑  .   [2009-09-08]. （原始内容存档于2012-02-04）.
15. ↑  .   [2009-09-08]. （原始内容存档于2009-08-14）.
16. ↑  Information about a documentary chronicling Martin's Asian tour in Hello Dolly。
17. ↑  Green，Stanley。"Encyclopedia Of The Musical Theatre" (1980)，Da Capo Press，ISBN 0306801132，p。183
18. ↑  1964 New York Times review of original production
19. ↑  . National Museum of American History，Smithsonian Institution.   [2008-06-19]. （原始内容存档于2008-05-11）.